# Архітектура колоніального відродження

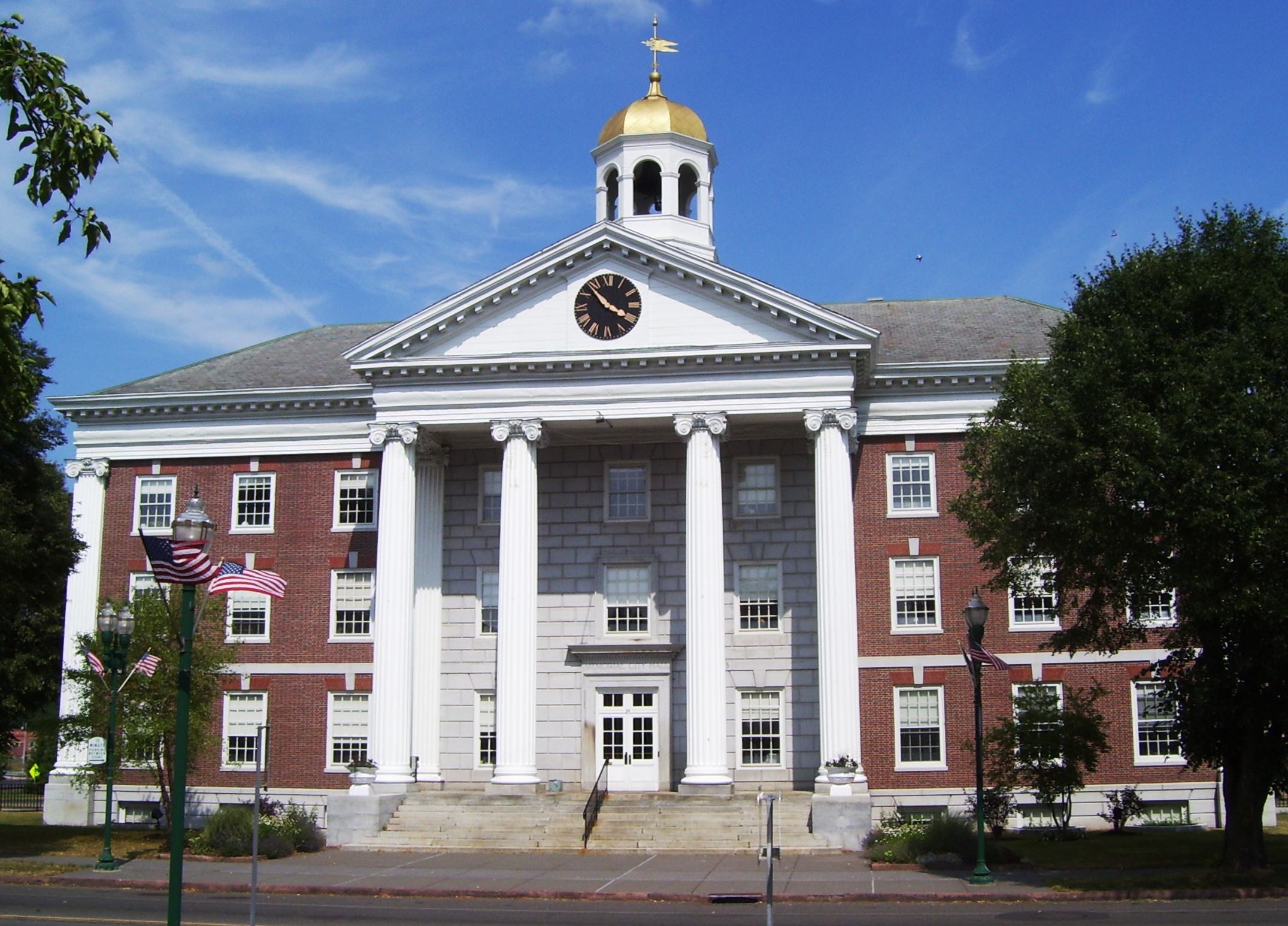
Меморіальна ратуша в Оберні, Нью-Йорк, побудована між 1929 і 1930 роками в стилі колоніального відродження

Колоніальне відродження (англ. Colonial Revival) — архітектурний стиль, що прагне відродити елементи американської колоніальної архітектури.
Початок стилю Колоніальне відродження часто пов'язують з Філадельфійською Всесвітньою виставкою 1876 року, яка пробудила в американців інтерес до архітектурних традицій їхнього колоніального минулого. Відносно невелика кількість будинків у стилі Колоніальне відродження була побудована приблизно в 1880—1910 роках, у період, коли в Сполучених Штатах домінувала архітектура стилю королеви Анни. З 1910 по 1930 роки рух Колоніального відродження досяг свого апогею, близько 40 % будинків у США було побудовано в цьому стилі. У післявоєнний період (приблизно 1950-ті — початок 1960-х років) будинки в стилі Колоніальне відродження продовжували будуватися, але в спрощеній формі. У наш час багато будинків у стилі Нова традиція (англ. New Traditional) черпають натхнення з Колоніального відродження.
Хоча стиль Колоніальне відродження пов'язаний з архітектурним рухом, термін також належить до рухів історичного збереження, ландшафтної архітектури та дизайну садів, а також декоративно-прикладного мистецтва, які наслідують або черпають натхнення з колоніальних форм.

## Характеристики
Хоча домінантними впливами в стилі Колоніальне відродження є георгіанська та федеральна архітектура, будинки в цьому стилі також меншою мірою черпають натхнення з голландського колоніального стилю та постсередньовічних англійських стилів. Будинки Колоніального відродження часто є еклектичними за стилем, поєднуючи аспекти кількох попередніх стилів.
Оскільки архітектура Колоніального відродження запозичує структурні та декоративні елементи з інших стилів, не існує єдиної комбінації елементів, яка б визначала стиль. Однак деякі загальні характеристики будівель Колоніального відродження включають:
- Двосхилі, вальмові або мансардні дахи
- Розривні фронтони
- Симетричні фасади
- Вікна з подвійними рамами та віконниці
- Віялові вікна та бокові вікна

У книзі «Американська архітектура: ілюстрована книга» (англ. American Architecture: An Illustrated Book) Сиріла М. Гарріса зазначається, що «будинки Колоніального відродження зазвичай є результатом досить вільної інтерпретації їхніх прототипів; вони, як правило, більші, можуть значно відрізнятися від будинків, які вони прагнуть наслідувати, і часто перебільшують архітектурні деталі».

## Галерея

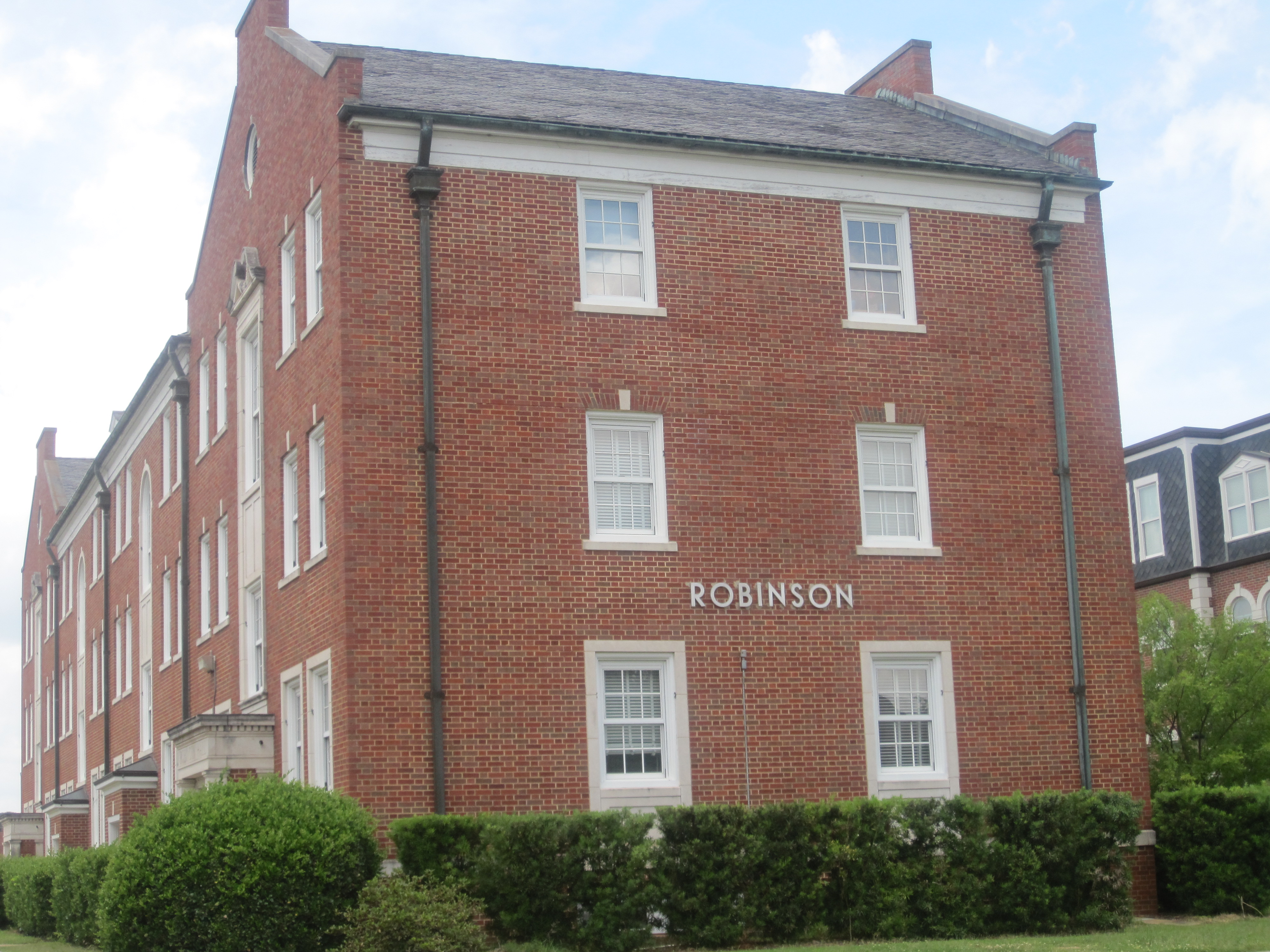
Історичний зал Робінсона в кампусі Луїзіанського технічного університету в Растоні, штат Луїзіана, названий на честь другого президента закладу Вільяма Клейборна Робінсона
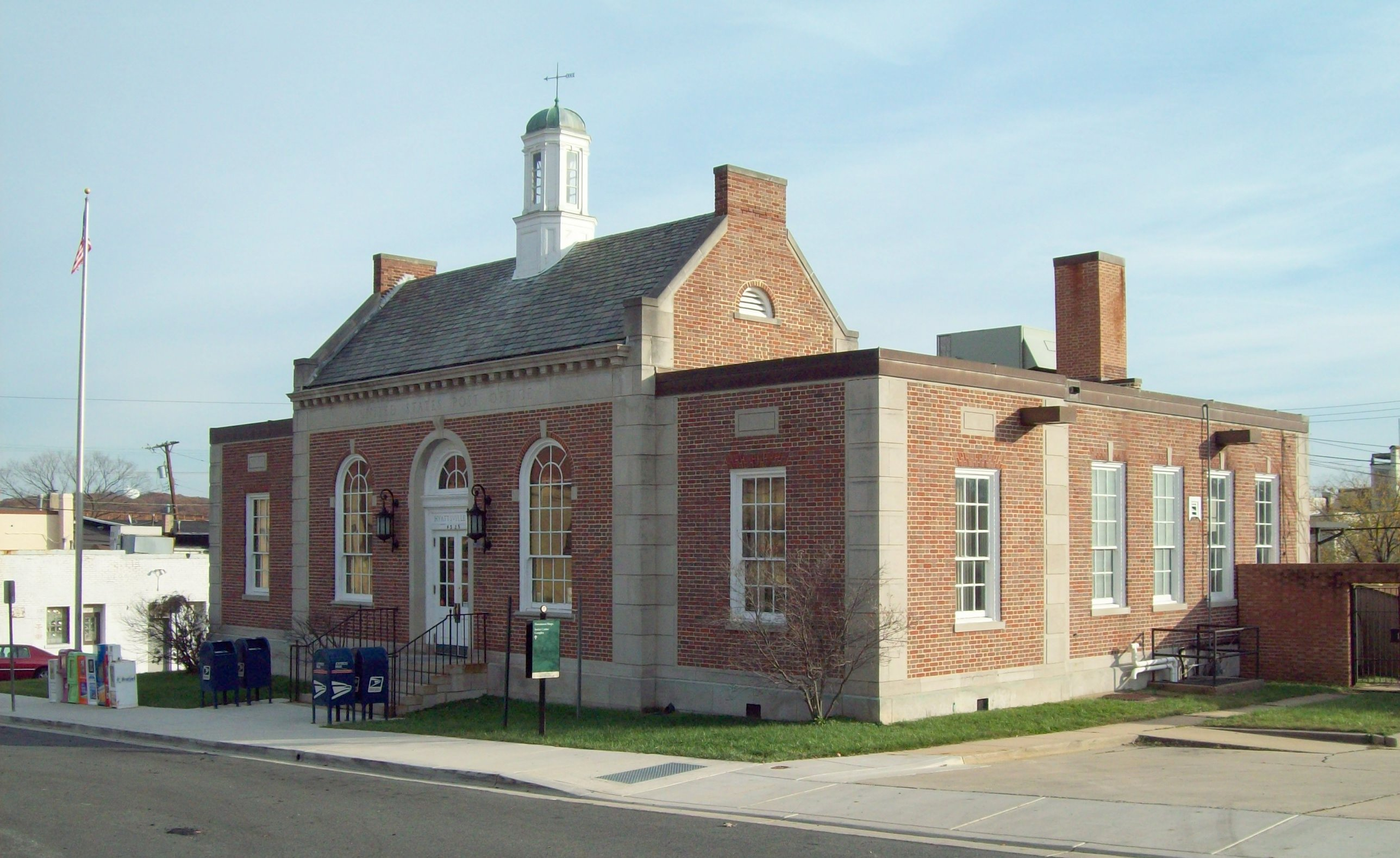
Поштове відділення в стилі колоніального відродження в Гаяттсвілл, штат Меріленд
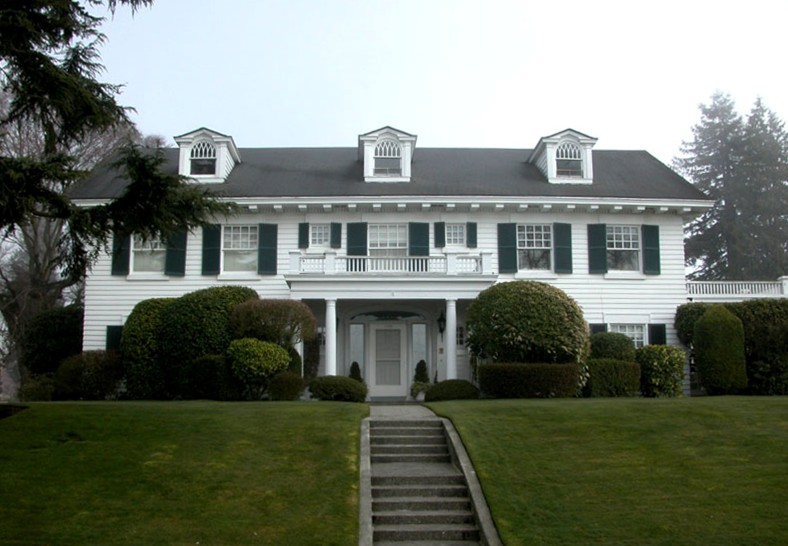
Будинок в стилі колоніального відродження Генрі М. Джексона в Еверетті, штат Вашингтон
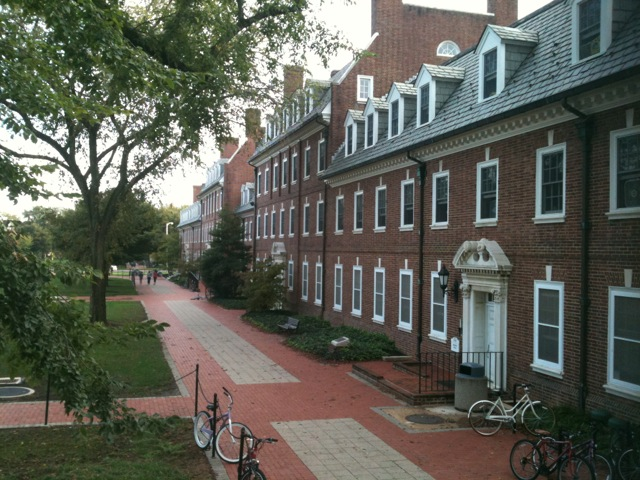
Резиденції Брауна та Сиферда, Делаверський університет. Велика частина центрального кампусу побудована в стилі колоніального відродження.
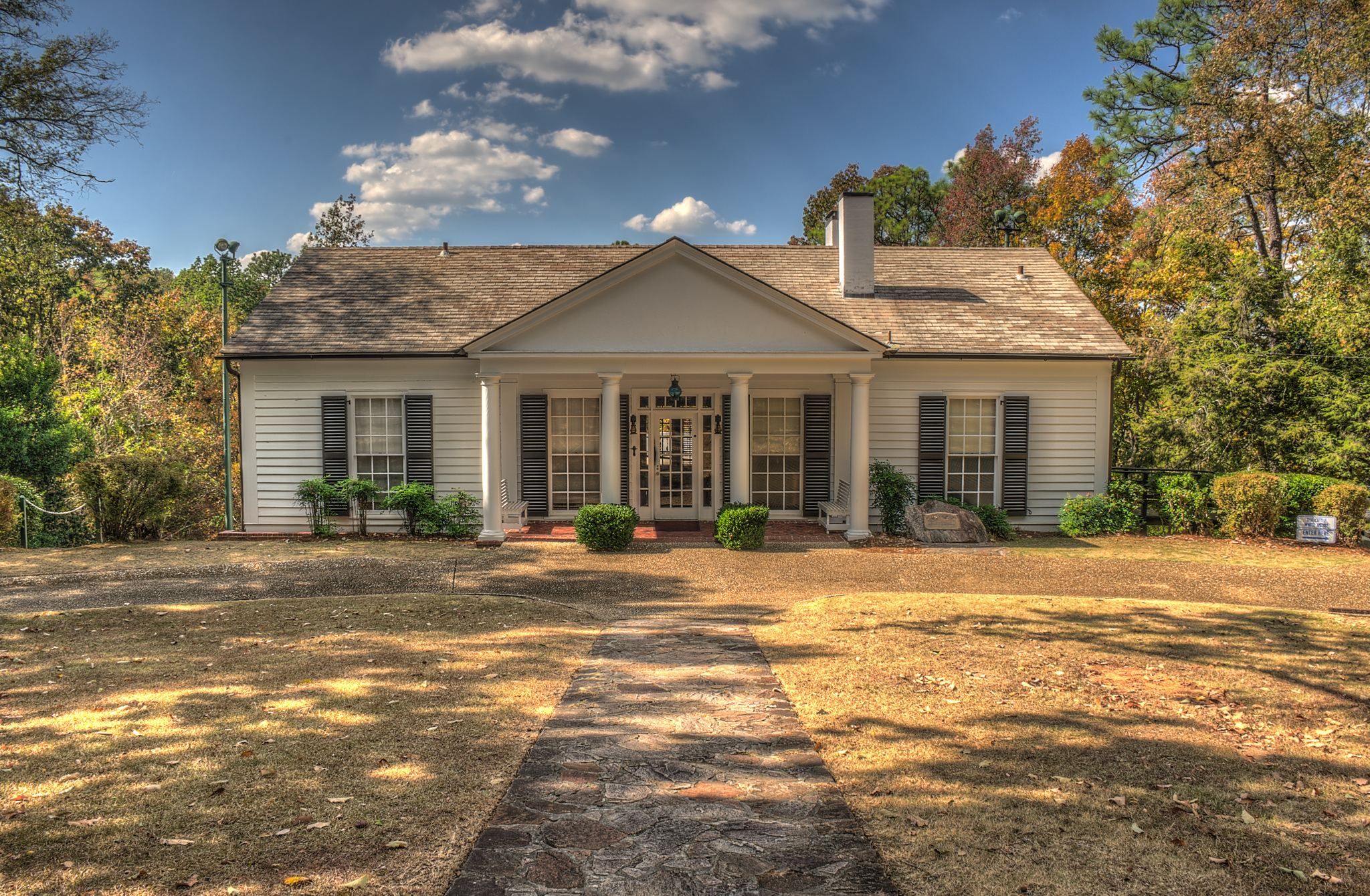
Маленький Білий Дім, особистий особняк Франкліна Д. Рузвельта поблизу Ворм-Спрінгс, Джорджія
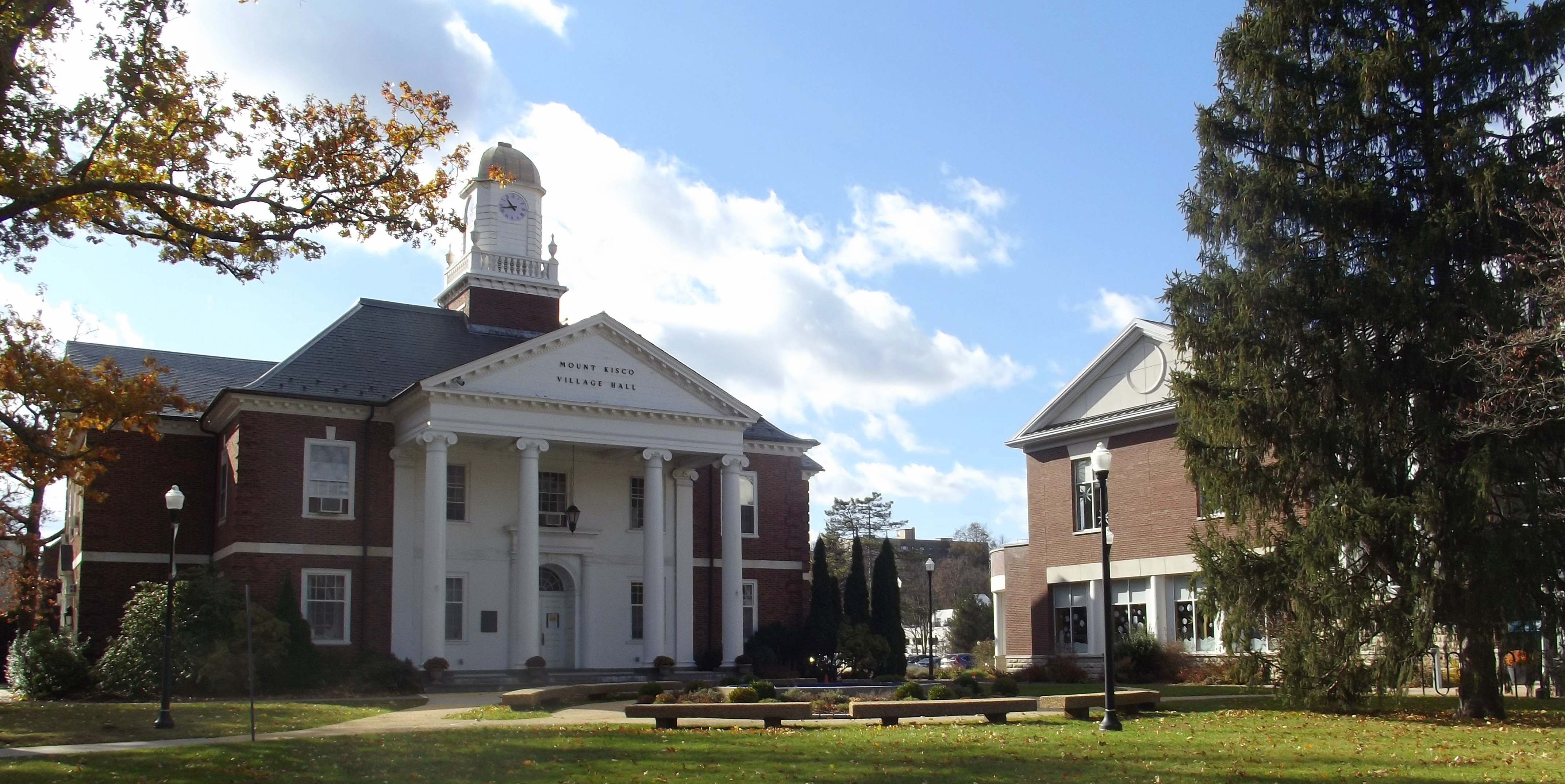
Муніципальний комплекс гори Кіско
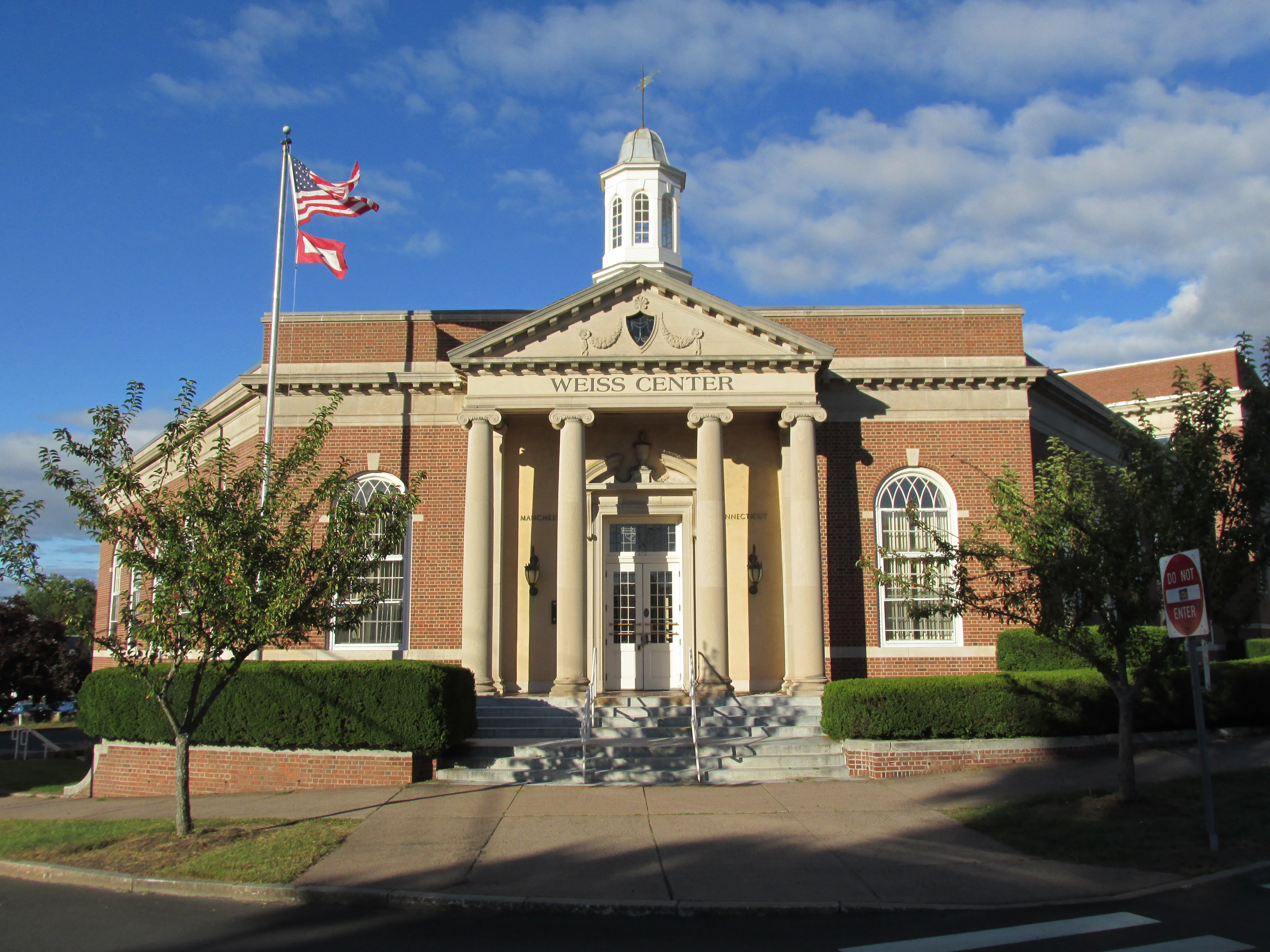
Вайс-центр, міський заклад у Манчестері, штат Коннектикут, колишнє поштове відділення. Цегляна з оздобленням вапняком
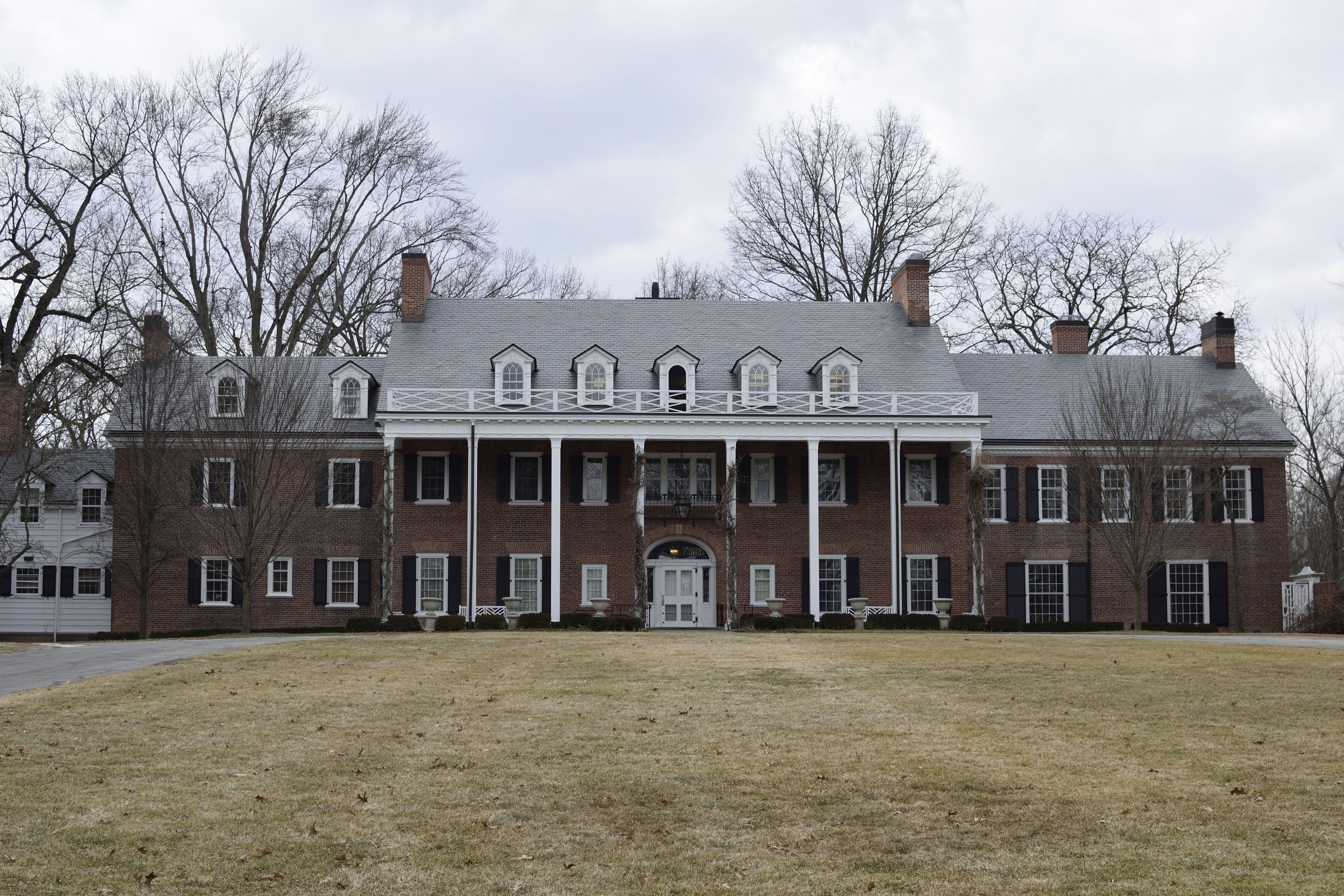
Резиденція Роберта Странахана в Толідо, штат Огайо, тепер є частиною заповідника Вайлдвуд Метропарк
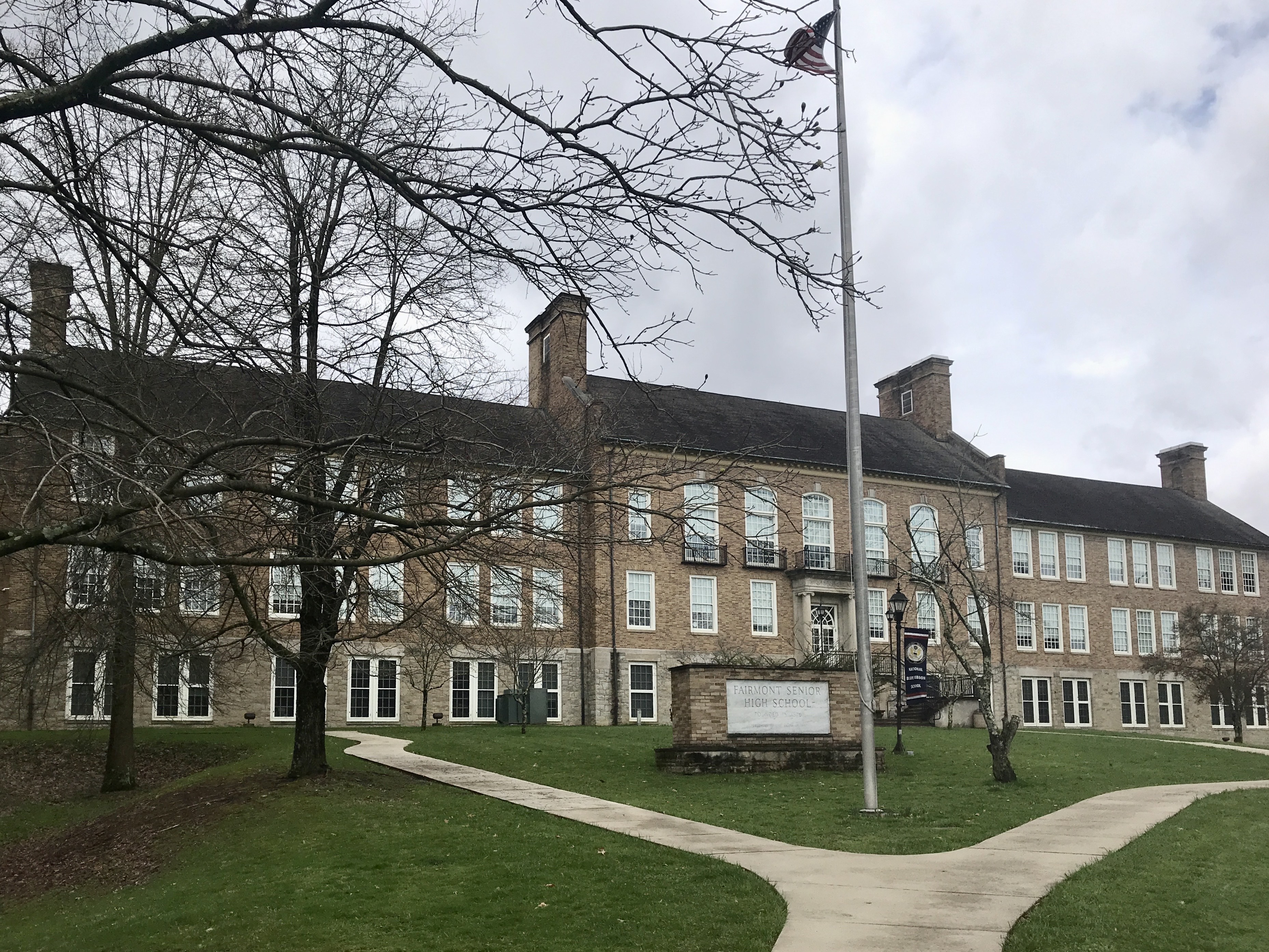
Фермонтська старша середня школа, державна середня школа у Фермонті, Західна Вірджинія
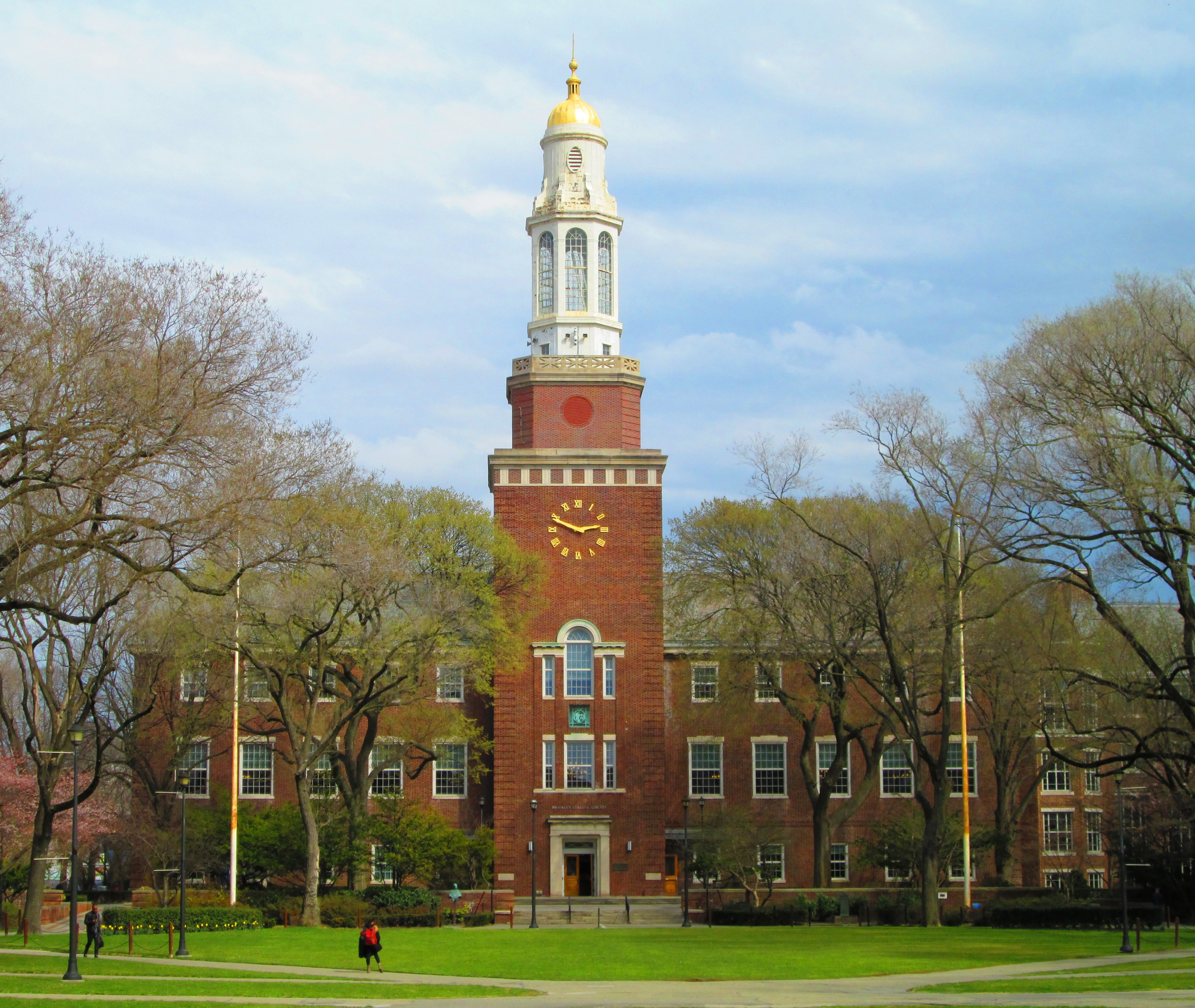
Бібліотека Бруклінського коледжу, спроєктована архітектором Рендольфом Евансом

## Подальше читання
- Алан Аксельрод (ред.), «Колоніальне відродження в Америці» (англ. The Colonial Revival in America). Нью-Йорк: W.W. Norton, 1985.
- Вільям Батлер, «Інше місто на пагорбі: Лічфілд, Коннектикут, і Колоніальне відродження» (англ. Another City Upon a Hill: Litchfield, Connecticut, and the Colonial Revival)
- Карал Енн Марлінг, «Джордж Вашингтон тут спав: Колоніальні відродження та американська культура, 1876—1986» (англ. George Washington Slept Here: Colonial Revivals and American Culture, 1876–1986), 1988.
- Річард Гай Вілсон і Ноа Шелдон, «Будинок Колоніального відродження» (англ. The Colonial Revival House), 2004.
- Річард Гай Вілсон, Шон Ейрінг і Кенні Маротта, «Відтворення американського минулого: есе про Колоніальне відродження» (англ. Re-creating the American Past: Essays on the Colonial Revival), 2006.